# Daddy (Psy-Lied)
Daddy ist die 21. K-Pop-Single des südkoreanischen Musikers Psy. Das Lied wurde am 30. November 2015 auf seinem YouTube-Kanal zusammen mit dem dazugehörigen Musikvideo als Leadsingle seines siebten Studioalbums Chiljip PSY-Da veröffentlicht. Es zeigt ebenfalls CL von 2NE1. Unter anderem wurde das Lied von „I Got It from My Mama“ von will.i.am inspiriert.

## Musikvideo
Das Musikvideo zeigt den Sohn von Psy, der bereits in der Schule ein Frauenschwarm ist, der bei allen beliebt ist. Psy selbst tanzt mit mehreren Frauen und sein Großvater macht Frauen an und besiegt seine Gegner bei einem Kartenspiel und führt mit einem Rollstuhl. Sie leben gemeinsam in einem Haus. Dabei kommt es zu vielen bunten Szenen und sie begegnen CL von 2NE1. Das Video wurde auf YouTube über 740 Millionen Mal aufgerufen.

## Charts
| Charts (2015)                             | Spitzenposition |
| ----------------------------------------- | --------------- |
| Australien (ARIA)                         | 103             |
| Belgien (Ultratip Flanders)               | 68              |
| Kanada (Canadian Hot 100)                 | 36              |
| Tschechien (Singles Digitál Top 100)      | 66              |
| Finnland (Suomen virallinen lista)        | 20              |
| Südkorea (Gaon)                           | 1               |
| Vereinigte Staaten (US Billboard Hot 100) | 97              |
| US Hot Dance/Electronic Songs(Billboard)  | 6               |